# Acende a Chama
Acende a Chama é o álbum de estreia do cantor brasileiro Deco Rodrigues, baixista da banda Trazendo a Arca. O disco foi lançado em abril de 2018 de forma independente.
O álbum foi produzido por Wagner Derek, que produziu os álbuns Salmos e Cânticos Espirituais (2009) e Español (2014), do Trazendo a Arca. Também trouxe as participações de músicos como Isaac Ramos, André Cavalcante e Ana Nóbrega. Foi a primeira vez em que Deco apareceu como cantor e como compositor único de todas as músicas.

## Lançamento e recepção
| Críticas profissionais | Críticas profissionais |
| Avaliações da crítica  | Avaliações da crítica  |
| Fonte                  | Avaliação              |
| ---------------------- | ---------------------- |
| Super Gospel           | [ 3 ]                  |

Acende a Chama foi lançado de forma independente em abril de 2018 e teve uma recepção favorável. Uma crítica, publicada pelo Super Gospel, classificou o álbum como "um típico álbum do Trazendo a Arca" que "dá a Deco a oportunidade de mostrar sua capacidade criativa".
Foi eleito o 96º melhor álbum da década de 2010 pelo Super Gospel.

## Faixas
Todas as faixas escritas e compostas por Deco Rodrigues. 
| N.º | Título                                  | Duração |  |
| 1.  | "Maranata"                              | 3:45    |  |
| 2.  | "Eu Sou Livre"                          | 4:25    |  |
| 3.  | "Acende a Chama"                        | 4:43    |  |
| 4.  | "Espírito Santo"                        | 5:57    |  |
| 5.  | "Estarei Contigo"                       | 4:52    |  |
| 6.  | "O Noivo e a Noiva" (part. Ana Nóbrega) | 5:29    |  |
| 7.  | "Voe Águia"                             | 5:09    |  |
| 8.  | "Nunca É Tarde Demais"                  | 5:29    |  |
| 9.  | "Atrai-Me"                              | 5:02    |  |

## Ficha técnica
A seguir estão listados os músicos envolvidos na produção de Acende a Chama:
- Deco Rodrigues – vocais, baixo
- Wagner Derek – teclado, produção musical, arranjos
- Isaac Ramos – guitarra, violão
- André Cavalcante – guitarra, violão
- Renan Martins – bateria
- Adiel Ferr – vocal de apoio
- Márcia Ferr – vocal de apoio
- Clayde Jane – vocal de apoio

Equipe técnica
- Wagner Derek – mixagem
- André Cavalcante – masterização